# FA Cup 2018/19
Der FA Cup 2018/19 (Sponsorname: Emirates FA Cup) ist die 138. Austragung des weltweit ältesten Fußballpokalturniers The Football Association Challenge Cup, oder FA Cup. Diese Pokalsaison begann mit 737 Vereinen.
Der Pokalwettbewerb begann am 10. August 2018 mit der Extra-Vorrunde und endet mit dem Finale im Wembley Stadium in London am 18. Mai 2019, das Manchester City gegen den FC Watford für sich entschied.

## Kalender
| Runde                      | Datum              | Spiele | Vereine   | Neueinstiege | Prämien                                    |
| -------------------------- | ------------------ | ------ | --------- | ------------ | ------------------------------------------ |
| Extra-Vorrunde             | 11. August 2018    | 184    | 736 → 552 | 368          | Sieger: 2.250 £ Verlierer: 750 £           |
| Vorrunde                   | 25. August 2018    | 160    | 552 → 392 | 136          | Sieger: 2.890 £ Verlierer: 960 £           |
| Erste Qualifikationsrunde  | 8. September 2018  | 116    | 392 → 276 | 72           | 6.000 £                                    |
| Zweite Qualifikationsrunde | 22. September 2018 | 80     | 276 → 196 | 44           | 9.000 £                                    |
| Dritte Qualifikationsrunde | 6. Oktober 2018    | 40     | 196 → 156 | keine        | 15.000 £                                   |
| Vierte Qualifikationsrunde | 20. Oktober 2018   | 32     | 156 → 124 | 24           | 25.000 £                                   |
| Erste Hauptrunde           | 10. November 2018  | 40     | 124 → 84  | 48           | 36.000 £                                   |
| Zweite Hauptrunde          | 1. Dezember 2018   | 20     | 84 → 64   | keine        | 54.000 £                                   |
| Dritte Hauptrunde          | 5. Januar 2019     | 32     | 64 → 32   | 44           | 135.500 £                                  |
| Vierte Hauptrunde          | 26. Januar 2019    | 16     | 32 → 16   | keine        | 180.000 £                                  |
| Fünfte Hauptrunde          | 16. Februar 2019   | 8      | 16 → 8    | keine        | 360.000 £                                  |
| Viertelfinale              | 16. März 2019      | 4      | 8 → 4     | keine        | 720.000 £                                  |
| Halbfinale                 | 6./7. April 2019   | 2      | 4 → 2     | keine        | Sieger: 1.800.000 £ Verlierer: 900.000 £   |
| Finale                     | 18. Mai 2019       | 1      | 2 → 1     | keine        | Sieger: 3.600.000 £ Verlierer: 1.800.000 £ |

## Modus
Kompletter Überblick bei: FA Cup
Der FA Cup wird in Runden ausgespielt. Teilnehmen kann jede Mannschaft, die ein bestimmtes Leistungsniveau hat und ein angemessenes Spielfeld besitzt. Die Paarungen jeder Runde werden in einer offenen Auslosung ohne Setzliste ausgelost. Die zuerst gezogene Mannschaft hat Heimrecht. Endet das Spiel unentschieden, findet ein Rückspiel auf dem Platz der anderen Mannschaft statt. Endet das Rückspiel ebenfalls unentschieden, geht das Spiel in Verlängerung bzw. Elfmeterschießen. Dieser Modus gilt bis zur vierten Hauptrunde. Ab der fünften Hauptrunde gibt es nur ein Spiel ggf. mit Verlängerung und Elfmeterschießen.
Einige Mannschaften sind von bestimmten Runden freigestellt:
- In der zweiten Qualifikationsrunde kommen die Mannschaften der National League North/South (6. Spielklasse des englischen Ligabetriebes) hinzu.
- In der vierten Qualifikationsrunde kommen die Mannschaften der National League (5. Spielklasse des englischen Ligabetriebes) hinzu.
- In der ersten Hauptrunde kommen die Mannschaften der League 1 und 2 der Football League (3. und 4. Spielklasse des englischen Ligabetriebes) hinzu.
- In der dritten Hauptrunde am ersten Januarwochenende kommen die Mannschaften des Football League Championship (2. Spielklasse des englischen Ligabetriebes) und der Premier League (1. Spielklasse des englischen Ligabetriebes) hinzu.

Die Halbfinalspiele finden auf neutralem Platz, das Finale im Wembley-Stadion statt.
Jeder Sieger erhält eine Prämie aus den Fernsehgeldern, die nach Runde gestaffelt ist.

## Hauptrunde

### Erste Hauptrunde
In der ersten Hauptrunde traten die jeweils 24 Mannschaften der Football League One bzw. Two in den Wettbewerb ein. Die Auslosung der ersten Hauptrunde fand am 22. Oktober 2018 statt. Die Spiele fanden zwischen dem 9. und 12. November 2018 statt. Die Wiederholungsspiele wurden zwischen dem 20. und 21. November 2018 ausgetragen.
| Datum                        |                                 | Ergebnis |                           |
| ---------------------------- | ------------------------------- | -------- | ------------------------- |
| 9. November 2018, 19:55 GMT  | FC Haringey Borough (VII)       | 0:1      | AFC Wimbledon (III)       |
| 10. November 2018, 12:30 GMT | Maidenhead United (V)           | 0:4      | FC Portsmouth (III)       |
| 10. November 2018, 15:00 GMT | Accrington Stanley (III)        | 1:0      | Colchester United (IV)    |
| 10. November 2018, 15:00 GMT | Aldershot Town (V)              | 1:1      | Bradford City (III)       |
| 10. November 2018, 15:00 GMT | FC Barnsley (III)               | 4:0      | Notts County (IV)         |
| 10. November 2018, 15:00 GMT | FC Bromley (V)                  | 1:3      | Peterborough United (III) |
| 10. November 2018, 15:00 GMT | FC Bury (IV)                    | 5:0      | Dover Athletic (V)        |
| 10. November 2018, 15:00 GMT | FC Chesterfield (V)             | 1:1      | Billericay Town (VI)      |
| 10. November 2018, 15:00 GMT | Crewe Alexandra (IV)            | 0:1      | Carlisle United (IV)      |
| 10. November 2018, 15:00 GMT | Ebbsfleet United (V)            | 0:0      | Cheltenham Town (IV)      |
| 10. November 2018, 15:00 GMT | Exeter City (IV)                | 2:3      | FC Blackpool (III)        |
| 10. November 2018, 15:00 GMT | FC Gillingham (III)             | 0:0      | Hartlepool United (V)     |
| 10. November 2018, 15:00 GMT | Grimsby Town (IV)               | 3:1      | Milton Keynes Dons (IV)   |
| 10. November 2018, 15:00 GMT | Lincoln City (IV)               | 3:2      | Northampton Town (IV)     |
| 10. November 2018, 15:00 GMT | Luton Town (III)                | 2:0      | Wycombe Wanderers (III)   |
| 10. November 2018, 15:00 GMT | Maidstone United (V)            | 2:1      | Macclesfield Town (IV)    |
| 10. November 2018, 15:00 GMT | FC Metropolitan Police (VII)    | 0:2      | AFC Newport County (IV)   |
| 10. November 2018, 15:00 GMT | FC Morecambe (IV)               | 0:0      | FC Halifax Town (V)       |
| 10. November 2018, 15:00 GMT | Oxford United (III)             | 0:0      | Forest Green Rovers (IV)  |
| 10. November 2018, 15:00 GMT | Plymouth Argyle (III)           | 1:0      | FC Stevenage (IV)         |
| 10. November 2018, 15:00 GMT | AFC Rochdale (III)              | 2:1      | FC Gateshead (V)          |
| 10. November 2018, 15:00 GMT | Scunthorpe United (III)         | 2:1      | Burton Albion (III)       |
| 10. November 2018, 15:00 GMT | Southend United (III)           | 1:1      | Crawley Town (IV)         |
| 10. November 2018, 15:00 GMT | FC Southport (VI)               | 2:0      | Boreham Wood (V)          |
| 10. November 2018, 15:00 GMT | Sutton United (V)               | 0:0      | Slough Town (VI)          |
| 10. November 2018, 15:00 GMT | Swindon Town (IV)               | 2:1      | York City (VI)            |
| 10. November 2018, 15:00 GMT | Torquay United (VI)             | 0:1      | FC Woking (VI)            |
| 10. November 2018, 15:00 GMT | Tranmere Rovers (IV)            | 3:3      | Oxford City (VI)          |
| 10. November 2018, 15:00 GMT | FC Walsall (III)                | 3:2      | Coventry City (III)       |
| 10. November 2018, 15:00 GMT | Yeovil Town (IV)                | 1:3      | Stockport County (VI)     |
| 11. November 2018, 12:45 GMT | Alfreton Town (VI)              | 1:4      | Fleetwood Town (III)      |
| 11. November 2018, 12:45 GMT | FC Barnet (V)                   | 1:1      | Bristol Rovers (III)      |
| 11. November 2018, 12:45 GMT | FC Chorley (VI)                 | 2:2      | Doncaster Rovers (III)    |
| 11. November 2018, 12:45 GMT | AFC Guiseley (VI)               | 4:3      | Cambridge United (IV)     |
| 11. November 2018, 12:45 GMT | Hitchin Town (VII)              | 0:2      | Solihull Moors (V)        |
| 11. November 2018, 12:45 GMT | Mansfield Town (IV)             | 1:1      | Charlton Athletic (III)   |
| 11. November 2018, 12:45 GMT | Shrewsbury Town (III)           | 1:1      | Salford City (V)          |
| 11. November 2018, 12:45 GMT | AFC Weston-super-Mare (VI)      | 0:2      | AFC Wrexham (V)           |
| 11. November 2018, 14:30 GMT | Port Vale (IV)                  | 1:2      | AFC Sunderland (III)      |
| 12. November 2018, 19:45 GMT | Hampton & Richmond Borough (VI) | 1:2      | Oldham Athletic (IV)      |

Wiederholungsspiele
| Datum                        |                          | Ergebnis              |                       |
| ---------------------------- | ------------------------ | --------------------- | --------------------- |
| 20. November 2018, 19:45 GMT | Billericay Town (VI)     | 1:3                   | FC Chesterfield (V)   |
| 20. November 2018, 19:45 GMT | Bradford City (III)      | 1:1 n. V. (4:1 i. E.) | Aldershot Town (V)    |
| 20. November 2018, 19:45 GMT | Charlton Athletic (III)  | 5:0                   | Mansfield Town (IV)   |
| 20. November 2018, 19:45 GMT | Cheltenham Town (IV)     | 2:0                   | Ebbsfleet United (V)  |
| 20. November 2018, 19:45 GMT | Crawley Town (IV)        | 2:6 n. V.             | Southend United (III) |
| 20. November 2018, 19:45 GMT | Doncaster Rovers (III)   | 7:0                   | FC Chorley (VI)       |
| 20. November 2018, 19:45 GMT | Forest Green Rovers (IV) | 0:3                   | Oxford United (III)   |
| 20. November 2018, 19:45 GMT | FC Halifax Town (V)      | 1:0                   | FC Morecambe (IV)     |
| 20. November 2018, 19:45 GMT | Oxford City (VI)         | 0:2                   | Tranmere Rovers (IV)  |
| 20. November 2018, 19:45 GMT | Slough Town (VI)         | 1:1 n. V. (8:7 i. E.) | Sutton United (V)     |
| 21. November 2018, 19:45 GMT | Salford City (V)         | 1:3                   | Shrewsbury Town (III) |
| 21. November 2018, 19:45 GMT | Bristol Rovers (III)     | 1:2                   | FC Barnet (V)         |
| 21. November 2018, 19:45 GMT | Hartlepool United (V)    | 3:4 n. V.             | FC Gillingham (III)   |

### Zweite Hauptrunde
Die Partien der zweiten Hauptrunde wurden am 12. November 2018 ausgelost. Die Spiele fanden zwischen dem 30. November und 3. Dezember 2018 statt, die Wiederholungsspiele zwischen dem 11. und 18. Dezember 2018.
| Datum                        |                           | Ergebnis |                         |
| ---------------------------- | ------------------------- | -------- | ----------------------- |
| 30. November 2018, 19:55 GMT | Solihull Moors (V)        | 0:0      | FC Blackpool (III)      |
| 1. Dezember 2018, 12:30 GMT  | FC Halifax Town (V)       | 1:3      | AFC Wimbledon (III)     |
| 1. Dezember 2018, 15:00 GMT  | Accrington Stanley (III)  | 3:1      | Cheltenham Town (IV)    |
| 1. Dezember 2018, 15:00 GMT  | Charlton Athletic (III)   | 0:2      | Doncaster Rovers (III)  |
| 1. Dezember 2018, 15:00 GMT  | Lincoln City (IV)         | 2:0      | Carlisle United (IV)    |
| 1. Dezember 2018, 15:00 GMT  | Maidstone United (V)      | 0:2      | Oldham Athletic (IV)    |
| 1. Dezember 2018, 15:00 GMT  | Peterborough United (III) | 2:2      | Bradford City (III)     |
| 1. Dezember 2018, 15:00 GMT  | Plymouth Argyle (III)     | 1:2      | Oxford United (III)     |
| 1. Dezember 2018, 15:00 GMT  | Southend United (III)     | 2:4      | FC Barnsley (III)       |
| 1. Dezember 2018, 15:00 GMT  | FC Walsall (III)          | 1:1      | AFC Sunderland (III)    |
| 1. Dezember 2018, 20:00 GMT  | AFC Wrexham (V)           | 0:0      | AFC Newport County (IV) |
| 2. Dezember 2018, 14:00 GMT  | FC Barnet (V)             | 1:0      | Stockport County (VI)   |
| 2. Dezember 2018, 14:00 GMT  | FC Bury (IV)              | 0:1      | Luton Town (III)        |
| 2. Dezember 2018, 14:00 GMT  | FC Chesterfield (V)       | 0:2      | Grimsby Town (IV)       |
| 2. Dezember 2018, 14:00 GMT  | AFC Rochdale (III)        | 0:1      | FC Portsmouth (III)     |
| 2. Dezember 2018, 14:00 GMT  | Shrewsbury Town (III)     | 1:0      | Scunthorpe United (III) |
| 2. Dezember 2018, 14:00 GMT  | Slough Town (VI)          | 0:1      | FC Gillingham (III)     |
| 2. Dezember 2018, 14:00 GMT  | Swindon Town (IV)         | 0:1      | FC Woking (VI)          |
| 2. Dezember 2018, 14:00 GMT  | Tranmere Rovers (IV)      | 1:1      | FC Southport (VI)       |
| 3. Dezember 2018, 20:00 GMT  | AFC Guiseley (VI)         | 1:2      | Fleetwood Town (III)    |

Wiederholungsspiele
| Datum                        |                         | Ergebnis              |                           |
| ---------------------------- | ----------------------- | --------------------- | ------------------------- |
| 11. Dezember 2018, 19:45 GMT | Bradford City (III)     | 4:4 n. V. (2:3 i. E.) | Peterborough United (III) |
| 11. Dezember 2018, 19:45 GMT | AFC Newport County (IV) | 4:0                   | AFC Wrexham (V)           |
| 11. Dezember 2018, 19:45 GMT | AFC Sunderland (III)    | 0:1                   | FC Walsall (III)          |
| 17. Dezember 2018, 19:45 GMT | FC Southport (VI)       | 0:2                   | Tranmere Rovers (IV)      |
| 18. Dezember 2018, 19:45 GMT | FC Blackpool (III)      | 3:2 n. V.             | Solihull Moors (V)        |

### Dritte Hauptrunde
In dieser Runde traten die 20 Mannschaften der FA Premier League und die 24 Teams der Football League Championship in den Wettbewerb ein. Die Partien der dritten Hauptrunde wurden am 3. Dezember 2018 ausgelost und fanden zwischen dem 4. und 7. Januar 2019 statt. Die Wiederholungsspiele wurden am 15. und 16. Januar 2019 ausgetragen.
| Datum                     |                             | Ergebnis |                            |
| ------------------------- | --------------------------- | -------- | -------------------------- |
| 4. Januar 2019, 19:45 GMT | Tranmere Rovers (IV)        | 0:7      | Tottenham Hotspur (I)      |
| 5. Januar 2019, 12:30 GMT | AFC Bournemouth (I)         | 1:3      | Brighton & Hove Albion (I) |
| 5. Januar 2019, 12:30 GMT | FC Burnley (I)              | 1:0      | FC Barnsley (III)          |
| 5. Januar 2019, 12:30 GMT | Manchester United (I)       | 2:0      | FC Reading (II)            |
| 5. Januar 2019, 12:30 GMT | Sheffield Wednesday (II)    | 0:0      | Luton Town (III)           |
| 5. Januar 2019, 12:30 GMT | Shrewsbury Town (III)       | 1:1      | Stoke City (II)            |
| 5. Januar 2019, 12:30 GMT | West Bromwich Albion (II)   | 1:0      | Wigan Athletic (II)        |
| 5. Januar 2019, 12:30 GMT | West Ham United (I)         | 2:0      | Birmingham City (II)       |
| 5. Januar 2019, 15:00 GMT | Accrington Stanley (III)    | 1:0      | Ipswich Town (II)          |
| 5. Januar 2019, 15:00 GMT | Aston Villa (II)            | 0:3      | Swansea City (II)          |
| 5. Januar 2019, 15:00 GMT | Bolton Wanderers (II)       | 5:2      | FC Walsall (III)           |
| 5. Januar 2019, 15:00 GMT | FC Brentford (II)           | 1:0      | Oxford United (III)        |
| 5. Januar 2019, 15:00 GMT | FC Chelsea (I)              | 2:0      | Nottingham Forest (II)     |
| 5. Januar 2019, 15:00 GMT | Derby County (II)           | 2:2      | FC Southampton (I)         |
| 5. Januar 2019, 15:00 GMT | FC Everton (I)              | 2:1      | Lincoln City (IV)          |
| 5. Januar 2019, 15:00 GMT | Fleetwood Town (III)        | 2:3      | AFC Wimbledon (III)        |
| 5. Januar 2019, 15:00 GMT | FC Gillingham (III)         | 1:0      | Cardiff City (I)           |
| 5. Januar 2019, 15:00 GMT | FC Middlesbrough (II)       | 5:0      | Peterborough United (III)  |
| 5. Januar 2019, 17:30 GMT | FC Blackpool (III)          | 0:3      | FC Arsenal (I)             |
| 5. Januar 2019, 17:30 GMT | Bristol City (II)           | 1:0      | Huddersfield Town (I)      |
| 5. Januar 2019, 17:30 GMT | Crystal Palace (I)          | 1:0      | Grimsby Town (IV)          |
| 5. Januar 2019, 17:30 GMT | Newcastle United (I)        | 1:1      | Blackburn Rovers (II)      |
| 5. Januar 2019, 17:30 GMT | Norwich City (II)           | 0:1      | FC Portsmouth (III)        |
| 6. Januar 2019, 14:00 GMT | FC Fulham (I)               | 1:2      | Oldham Athletic (IV)       |
| 6. Januar 2019, 14:00 GMT | Manchester City (I)         | 7:0      | Rotherham United (II)      |
| 6. Januar 2019, 14:00 GMT | FC Millwall (II)            | 2:1      | Hull City (II)             |
| 6. Januar 2019, 14:00 GMT | Preston North End (II)      | 1:3      | Doncaster Rovers (III)     |
| 6. Januar 2019, 14:00 GMT | Queens Park Rangers (II)    | 2:1      | Leeds United (II)          |
| 6. Januar 2019, 14:00 GMT | Sheffield United (II)       | 0:1      | FC Barnet (V)              |
| 6. Januar 2019, 14:00 GMT | FC Woking (VI)              | 0:2      | FC Watford (I)             |
| 6. Januar 2019, 16:30 GMT | AFC Newport County (IV)     | 2:1      | Leicester City (I)         |
| 7. Januar 2019, 19:45 GMT | Wolverhampton Wanderers (I) | 2:1      | FC Liverpool (I)           |

Wiederholungsspiele
| Datum                      |                       | Ergebnis              |                          |
| -------------------------- | --------------------- | --------------------- | ------------------------ |
| 15. Januar 2019, 19:45 GMT | Blackburn Rovers (II) | 2:4 n. V.             | Newcastle United (I)     |
| 15. Januar 2019, 19:45 GMT | Luton Town (III)      | 0:1                   | Sheffield Wednesday (II) |
| 15. Januar 2019, 20:00 GMT | Stoke City (II)       | 2:3                   | Shrewsbury Town (III)    |
| 16. Januar 2019, 19:45 GMT | FC Southampton (I)    | 2:2 n. V. (3:5 i. E.) | Derby County (II)        |

### Vierte Hauptrunde
Die Partien der vierten Hauptrunde wurden am 7. Januar 2019 ausgelost und fanden zwischen dem 25. und 28. Januar 2019 statt. Die Wiederholungsspiele wurden am 5. und 6. Februar 2019 ausgetragen.
| Datum                      |                            | Ergebnis |                             |
| -------------------------- | -------------------------- | -------- | --------------------------- |
| 25. Januar 2019, 19:45 GMT | Bristol City (II)          | 2:1      | Bolton Wanderers (II)       |
| 25. Januar 2019, 19:55 GMT | FC Arsenal (I)             | 1:3      | Manchester United (I)       |
| 26. Januar 2019, 12:30 GMT | Accrington Stanley (III)   | 0:1      | Derby County (II)           |
| 26. Januar 2019, 15:00 GMT | Brighton & Hove Albion (I) | 0:0      | West Bromwich Albion (II)   |
| 26. Januar 2019, 15:00 GMT | Doncaster Rovers (III)     | 2:1      | Oldham Athletic (IV)        |
| 26. Januar 2019, 15:00 GMT | Manchester City (I)        | 5:0      | FC Burnley (I)              |
| 26. Januar 2019, 15:00 GMT | FC Middlesbrough (II)      | 1:1      | AFC Newport County (IV)     |
| 26. Januar 2019, 15:00 GMT | Newcastle United (I)       | 0:2      | FC Watford (I)              |
| 26. Januar 2019, 15:00 GMT | FC Portsmouth (III)        | 1:1      | Queens Park Rangers (II)    |
| 26. Januar 2019, 15:00 GMT | Shrewsbury Town (III)      | 2:2      | Wolverhampton Wanderers (I) |
| 26. Januar 2019, 15:00 GMT | Swansea City (II)          | 4:1      | FC Gillingham (III)         |
| 26. Januar 2019, 17:30 GMT | FC Millwall (II)           | 3:2      | FC Everton (I)              |
| 26. Januar 2019, 19:45 GMT | AFC Wimbledon (III)        | 4:2      | West Ham United (I)         |
| 27. Januar 2019, 16:00 GMT | Crystal Palace (I)         | 2:0      | Tottenham Hotspur (I)       |
| 27. Januar 2019, 18:00 GMT | FC Chelsea (I)             | 3:0      | Sheffield Wednesday (II)    |
| 28. Januar 2019, 19:45 GMT | FC Barnet (V)              | 3:3      | FC Brentford (II)           |

Wiederholungsspiele
| Datum                      |                             | Ergebnis  |                            |
| -------------------------- | --------------------------- | --------- | -------------------------- |
| 5. Februar 2019, 19:45 GMT | FC Brentford (II)           | 3:1       | FC Barnet (V)              |
| 5. Februar 2019, 19:45 GMT | AFC Newport County (IV)     | 2:0       | FC Middlesbrough (II)      |
| 5. Februar 2019, 19:45 GMT | Queens Park Rangers (II)    | 2:0       | FC Portsmouth (III)        |
| 5. Februar 2019, 19:45 GMT | Wolverhampton Wanderers (I) | 3:2       | Shrewsbury Town (III)      |
| 6. Februar 2019, 20:05 GMT | West Bromwich Albion (II)   | 1:3 n. V. | Brighton & Hove Albion (I) |

### Fünfte Hauptrunde
Die Partien der fünften Hauptrunde wurden am 28. Januar 2019 ausgelost und fanden zwischen dem 15. und 18. Februar 2019 statt.
| Datum                       |                            | Ergebnis |                             |
| --------------------------- | -------------------------- | -------- | --------------------------- |
| 15. Februar 2019, 19:45 GMT | Queens Park Rangers (II)   | 0:1      | FC Watford (I)              |
| 16. Februar 2019, 12:30 GMT | Brighton & Hove Albion (I) | 2:1      | Derby County (II)           |
| 16. Februar 2019, 15:00 GMT | AFC Wimbledon (III)        | 0:1      | FC Millwall (II)            |
| 16. Februar 2019, 17:30 GMT | AFC Newport County (IV)    | 1:4      | Manchester City (I)         |
| 17. Februar 2019, 13:00 GMT | Bristol City (II)          | 0:1      | Wolverhampton Wanderers (I) |
| 17. Februar 2019, 16:00 GMT | Doncaster Rovers (III)     | 0:2      | Crystal Palace (I)          |
| 17. Februar 2019, 16:00 GMT | Swansea City (II)          | 4:1      | FC Brentford (II)           |
| 18. Februar 2019, 19:30 GMT | FC Chelsea (I)             | 0:2      | Manchester United (I)       |

### Viertelfinale
Die Auslosung der Begegnungen des Viertelfinales (sechste Hauptrunde) wurde nach dem Spiel FC Chelsea gegen Manchester United am 18. Februar 2019 durchgeführt. Die Partien fanden am 16. und 17. März 2019 statt.
| Datum                    |                             | Ergebnis              |                            |
| ------------------------ | --------------------------- | --------------------- | -------------------------- |
| 16. März 2019, 12:15 GMT | FC Watford (I)              | 2:1                   | Crystal Palace (I)         |
| 16. März 2019, 17:20 GMT | Swansea City (II)           | 2:3                   | Manchester City (I)        |
| 16. März 2019, 19:55 GMT | Wolverhampton Wanderers (I) | 2:1                   | Manchester United (I)      |
| 17. März 2019, 14:00 GMT | FC Millwall (II)            | 2:2 n. V. (4:5 i. E.) | Brighton & Hove Albion (I) |

### Halbfinale
Die Auslosung der Halbfinal-Paarungen fand am 17. März 2019 statt. Die Partien wurden am 6. und 7. April 2019 im Wembley Stadium in London ausgetragen.
| Datum                    |                     | Ergebnis  |                             |
| ------------------------ | ------------------- | --------- | --------------------------- |
| 6. April 2019, 17:30 BST | Manchester City (I) | 1:0       | Brighton & Hove Albion (I)  |
| 7. April 2019, 16:00 BST | FC Watford (I)      | 3:2 n. V. | Wolverhampton Wanderers (I) |

## Finale
| Manchester City                                             | Manchester City | FC Watford | FC Watford | Aufstellung                                  |
| ----------------------------------------------------------- | --- | --- | ---------- | -------------------------------------------- |
| Manchester City                                             | \| 18. Mai 2019 um 17:00 Uhr (BST) in London (Wembley-Stadion) \| \| Ergebnis: 6:0 (2:0) \| \| Zuschauer: 85.854 \| \| Schiedsrichter: Kevin Friend (Leicestershire) \| \| Spielbericht \|                                                                                  | \| 18. Mai 2019 um 17:00 Uhr (BST) in London (Wembley-Stadion) \| \| Ergebnis: 6:0 (2:0) \| \| Zuschauer: 85.854 \| \| Schiedsrichter: Kevin Friend (Leicestershire) \| \| Spielbericht \|                                                                                  | FC Watford | Aufstellung Manchester City gegen FC Watford |
| Manchester City                                             | Ederson – Kyle Walker, Vincent Kompany , Aymeric Laporte, Oleksandr Sintschenko – Bernardo Silva, İlkay Gündoğan (73. Leroy Sané), David Silva (79. John Stones) – Riyad Mahrez (55. Kevin De Bruyne), Gabriel Jesus, Raheem Sterling Cheftrainer: Pep Guardiola ( Spanien) | Heurelho Gomes – Kiko Femenía, Adrian Mariappa, Craig Cathcart, José Holebas – Will Hughes (73. Tom Cleverley), Abdoulaye Doucouré, Étienne Capoue, Roberto Pereyra (66. Isaac Success) – Gerard Deulofeu (66. Andre Gray), Troy Deeney Cheftrainer: Javi Gracia ( Spanien) | FC Watford | Aufstellung Manchester City gegen FC Watford |
| Manchester City                                             | 1:0 David Silva (26.) 2:0 Gabriel Jesus (38.) 3:0 Kevin De Bruyne (61.) 4:0 Gabriel Jesus (68.) 5:0 Raheem Sterling (81.) 6:0 Raheem Sterling (87.) | | FC Watford | Aufstellung Manchester City gegen FC Watford |
| Manchester City                                             | David Silva (60.) | Abdoulaye Doucouré (22.), Kiko Femenía (80.) | FC Watford | Aufstellung Manchester City gegen FC Watford |
| Manchester City                                             | Spieler des Spiels: Raheem Sterling (Manchester City) | | FC Watford | Aufstellung Manchester City gegen FC Watford |
| 18. Mai 2019 um 17:00 Uhr (BST) in London (Wembley-Stadion) | | |            |                                              |
| Ergebnis: 6:0 (2:0)                                         | | |            |                                              |
| Zuschauer: 85.854                                           | | |            |                                              |
| Schiedsrichter: Kevin Friend (Leicestershire)               | | |            |                                              |
| Spielbericht                                                | | |            |                                              |